# Looking for Europe
Looking for Europe - limitowany, jednostronny singel zespołu Sol Invictus, wydany tylko na 7" winylu w 1992. Zawiera jedno nagranie z albumu Trees in Winter.

## Lista utworów
1. "Looking for Europe"